# Ісламський сад

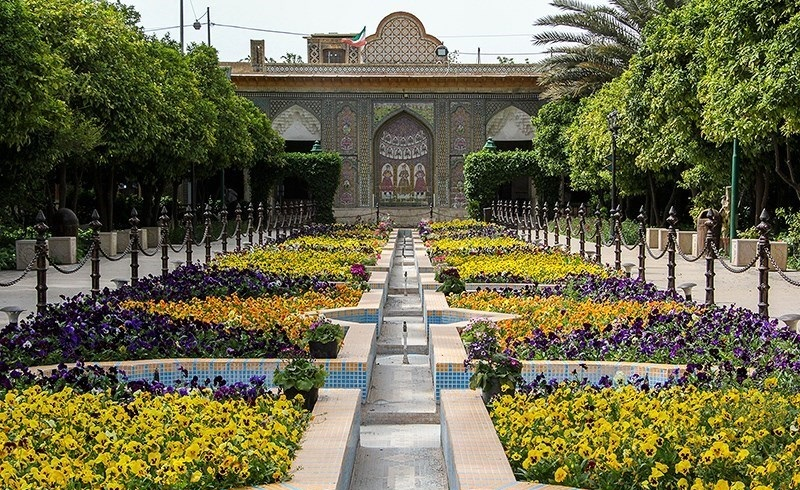
Сад у Ширазі, Іран

Ісламський сад — східний сад, один з типів історичних садів. Для нього характерні геометричний стиль планування, основна форма — квадрат; обов'язкова центральна водойма та чотири симетричні алеї чи канали. В архітектурі та рослинних насадженнях виражається ідея про сад як місце відпочинку, роздумів і споглядання. Ісламський сад виник у посушливому кліматі, чим зумовлене використання в ньому води, фруктових дерев і однорічних трав.

## Основні прийоми композиції ісламського саду

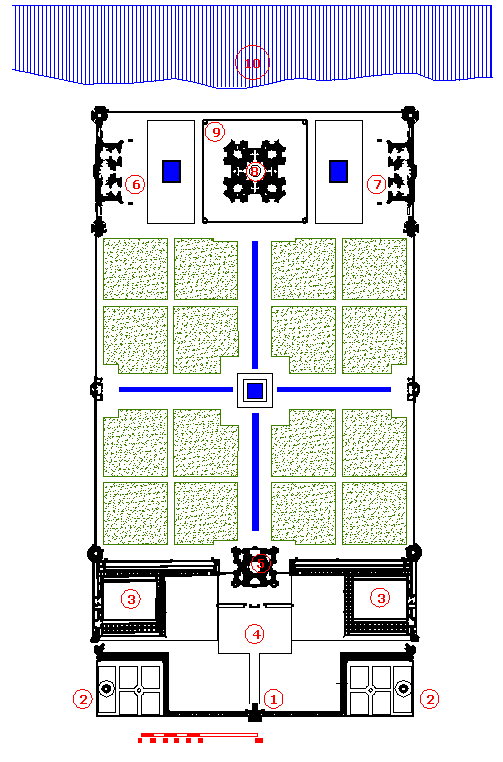
Застосування духовної концепції ісламського саду в Тадж-Махалі

Попри розмаїтість ісламських садів, їхній устрій завжди має декілька обов'язкових рис. Зазвичай вважається, що ісламський сад є подобою раю. Зокрема, сади, які оточували мавзолеї та гробниці, призначалися символізувати рай у потойбічному житті.
Центром саду зазвичай слугує водойма або фонтан, від якого за сторонами світу розходяться алеї або канали, як чотири річки, що, згідно з Кораном, витікали з райського саду. Вони поділяють сад на чотири рівні квадратні частини. В центрі кожного квадрата може міститися по джерелу води. Якщо сад великий, то більші квадрати поділяються на чотири менших. Царські сади ісламського стилю вирізнялися особливою пишністю, демонструючи багатство правителів. Здатність керувати розподілом води в саду вказувала на владу його власника.
Садам ісламського стилю притаманні пишні клумби, мозаїчне оздоблення не тільки майданчиків для відпочинку, але й дна водойм. Газон відсутній або невеликий і міститься в тіні дерев. Типово на ньому зростають зелені злаки, решту рослинності складають різні види маків, ешольція, іберис, ромен і піретрум. Коять їх лише раз — після закінчення цвітіння. З фруктових дерев садять апельсинове, мигдальне та інжир. Нефруктові дерева ісламського саду включать тополю, кипарис, жасмин, платан.

## Історія

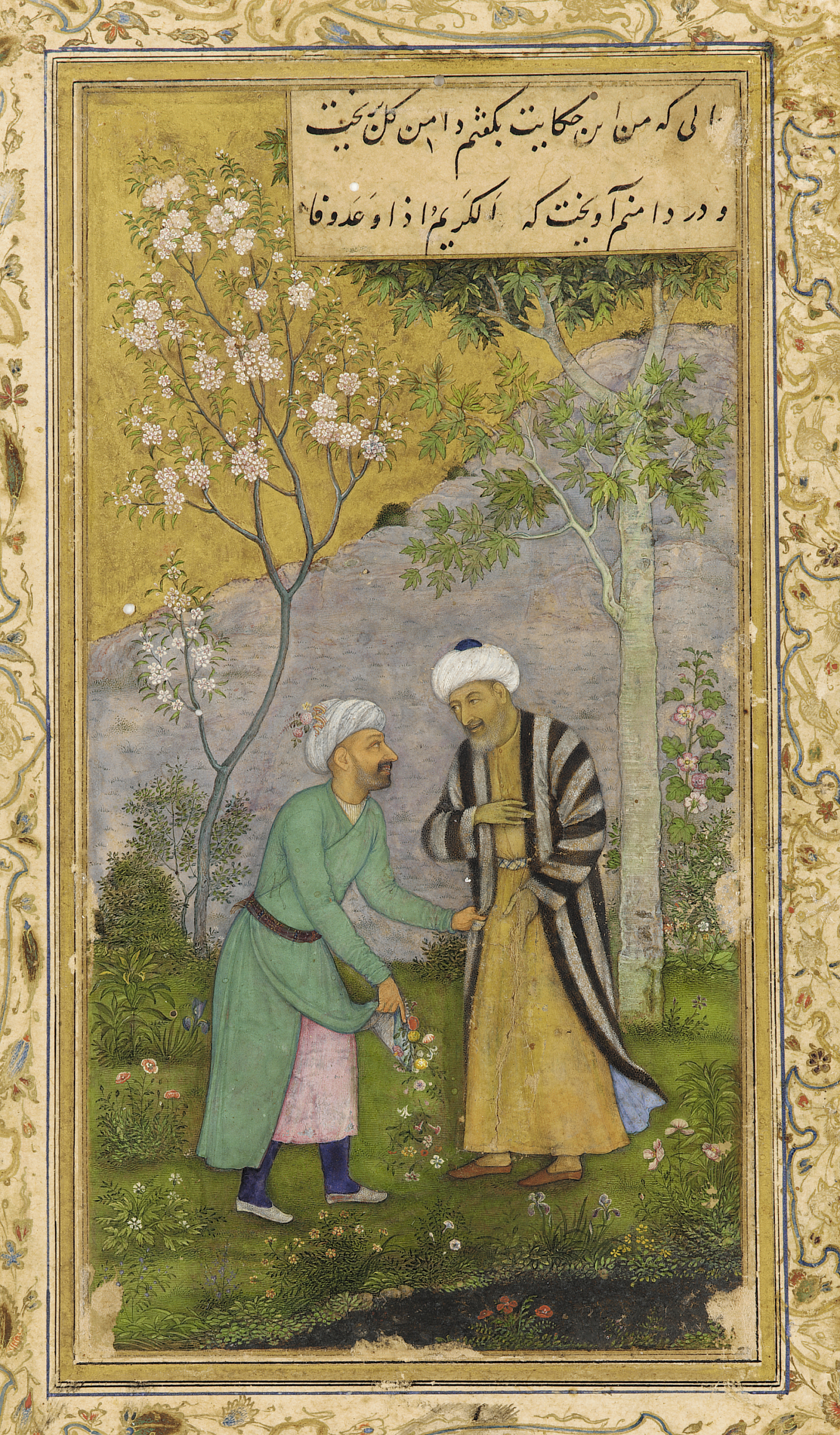
Сааді Ширазі в саду троянд, малюнок з рукопису близько 1645 р.

Стиль ісламського саду виник у XIII—XV століттях у різних регіонах, де проживали мусульманські народи. Упорядкований сад тут асоціювався з раєм. Ісламські сади переважно створювалися в субтропічній зоні і становили невіддільну частину житлових і палацових комплексів. Найперші зразки, ще позбавлені типових рис, побудовані в халіфаті Омейядів на початку VIII ст. включають Хірбат аль-Мафджар, палац поблизу Єрихону. Закритий сад зрошувався акведуками, його обгороджувала стіна, всередині був купольний павільйон з фонтаном. Він міг використовуватися для полювання всередині.
На основі садів Омайядів у стародавній Персії виник чахарбаг, чотирикутний сад, оточений стінами та деревами. Центром саду був резервуар для води з павільйоном, з якого глядач міг бачити фруктові дерева, висаджені в ряди, і грядки з ароматними квітами. Давні сади цього типу не збереглися. Детальні розповіді про перські сади вперше з'являються у зв'язку з Ісфаханом, де були закладені царські сади після того, як місто стало столицею Персії в 1598 році.
Мусульманські завойовники Іспанії та Португалії VIII ст. поєднали мусульманські, римські, вестготські впливи. Сади, що виникли внаслідок поєднання культур, зберегли типову структуру з поділом на чотири частини та центральним резервуаром для води. Найвідомішими мусульманськими садами в Європі були сади, створені гренадськими халіфами в XIII столітті. Це сади палаців Альгамбри і Генераліфе, розташовані у внутрішніх двориках, оточених аркадами. При спільності принципів декорування, вигляд кожного саду суто індивідуальний. У деяких садах виконана вільна посадка рослин. Входи у двори здійснюються з кута, звідки відкривається найбільш виграшний вигляд на сад. Сади і палаців і простих житлових будинків мусульманських і християнських областей Іберійського півострова мали багато спільних рис, називалися патіо і належали до так званого іспано-мавританському типу саду.
Ісламські сади Середньої Азії часто називають тимуридськими садами, з посиланням на Тимура (Тамерлана), тюрко-монгольського правителя XIV ст. Тимур побудував палац у центрі Самарканда, в Гераті, Шахрисабзі. В останньому містилися садові альтанки, облицьовані синьою плиткою, а інтер'єри були оздоблені настінним розписом. Відомо про такі елементи оформлення тимуридських садів, як павільйони, штучні дерева, іноді виготовлені зі шкіри та прикрашені коштовностями.
Високого рівня розвитку садово-паркове мистецтво досягло в Індії XVI—XVII століттях в епоху Великих Моголів. Імперія Великих Моголів принесла традиції Ірану та Середньої Азії на схід Афганістану, Пакистану, Бангладеш і всю Індію, крім найпівденнішої частини. Дизайн саду внаслідок інших кліматичних умов змінився. Сади Моголів мають менше рухомої води та більшу симетрію, ніж їхні середньоазіатські попередники. Золота доба садів Моголів тривала від правління Бабура (правління 1526—1530) до Аурангзеба (правління 1618—1658). Саме тоді створені сади палаців Агри, Фатехпур-Сікрі, Шахджаханабад. На відміну від іспано-мавританських садів, індійські часто терасами спускалися по схилу. Тераси об'єднувалися віссю неглибокого каналу з плавними каскадами на уступах саду. Такий прийом використано в комплексах Шалимар-бака і Нішат-Баха, розбитих у VXII столітті біля підніжжя Гімалаїв, на які і були орієнтовані осьові канали.

Класичним прикладом індійського мусульманського саду є Тадж-Махал, збудований у 1630—1652 роках, який започаткував традицію індійських садових гробниць. Він поділений каналами на чотири частини, а вони поділені ще на чотири. При загальному розмірі саду 300х300 метрів, сторона найменшого квадрата становить 35 метрів. Головні осі обсаджені кущами та деревами.

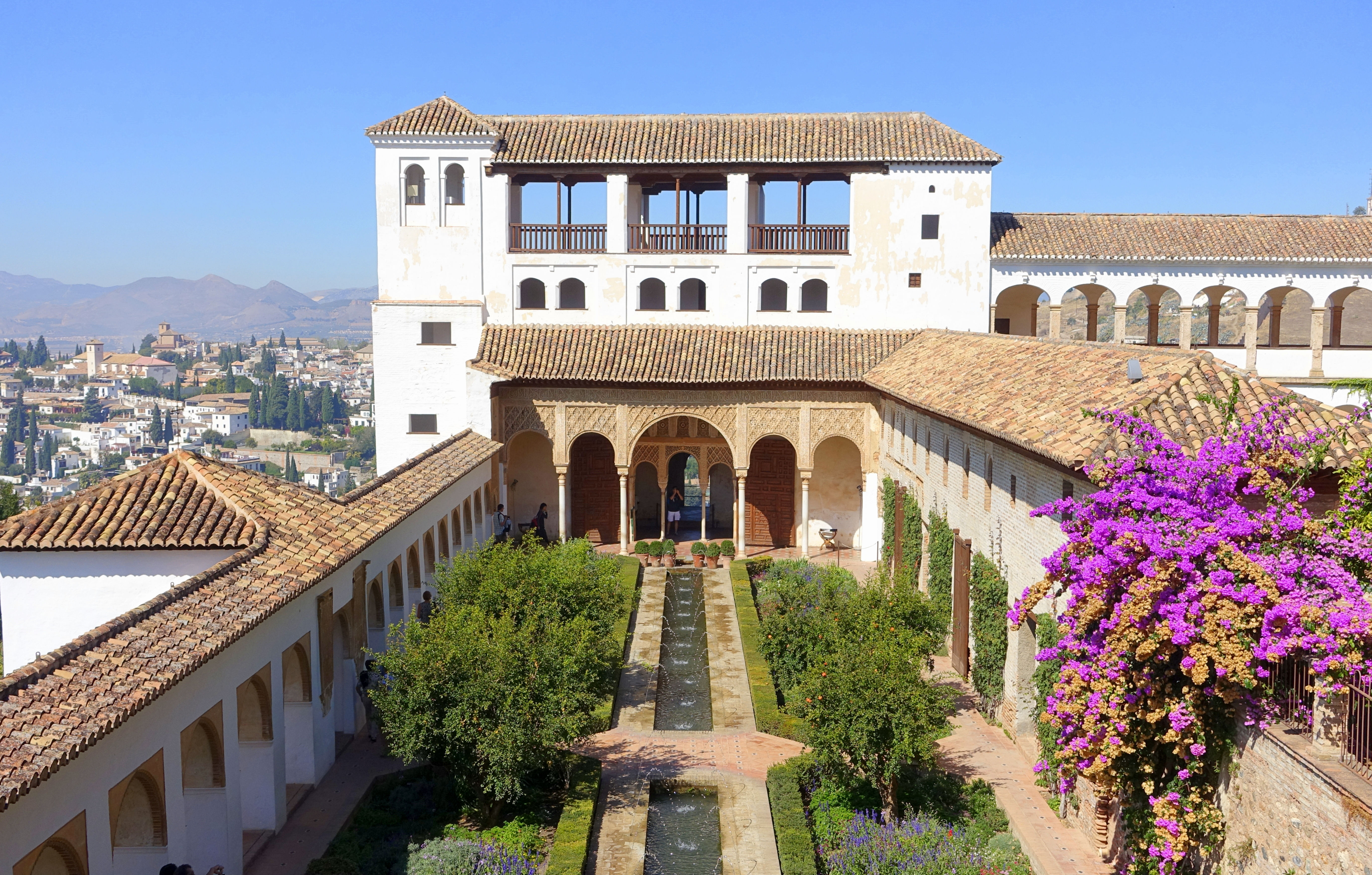
Сад у Генераліфе

Отоманські сади часто включали кіуск — відкритий садовий павільйон, яким часто слугував намет. Численні квіти включали тюльпани, гіацинти, фіалки та троянди. Так, у 1579 році султан замовив 50 тис. тюльпанів. Імператорський сад у палаці Топкапи в Стамбулі став зразком для палацових садів у провінціях Османської імперії.
Ісламські сади Магрибу (нині Марокко, Алжир, Туніс, Лівія) нагадували сади Середнього Сходу, як у Аль-Кала-Бені-Хаммад, столиці Хаммадідів. Новою формою дворового саду став ріяд, палац із внутрішнім двором. Ранні приклади іноді мали один водотік, а не перехрещені канали. Одним з інноваційних елементів став настінний фонтан, відомий як шадірван, в якому вода ллється з носика у невеликий басейн, а звідти у канал, що вів до басейну посеред двору.
Сади ісламу мали значний вплив на західноєвропейські сади середньовіччя — монастирські і замкові.